# Onychogale du Nord
Onychogalea unguifera
Espèce
Statut de conservation UICN

 LC  : Préoccupation mineure
L’Onychogale du Nord (Onychogalea unguifera; en anglais : The Northern Nail-tail Wallaby) est une espèce de petit Macropodidae. Il est endémique du nord de l'Australie.

## Description
Il peut atteindre une longueur corps-tête de 70 centimètres auxquels il faut ajouter une longueur de 73 centimètres pour la queue. Son poids est de 5 à 9 kg. Les mâles sont plus grands et plus lourds que les femelles. Comme chez la plupart des kangourous, les pattes postérieures sont beaucoup plus longues et plus fortes que les membres antérieurs. La queue est longue et musclée et, comme chez les deux autres espèces d'Onychogalea, a un petit ongle à son extrémité. Sa fourrure est épaisse et douce, de couleur beige sable dans le dos alors que le ventre est blanchâtre. Le long du dos, dans sa partie centrale, court une bande sombre alors que les côtés du visage et les hanches ont une bande blanche.

## Répartition et mode de vie
Il est endémique dans le nord de l'Australie. Son aire de répartition comprend le nord de l'Australie-Occidentale, le nord du Territoire du Nord et la partie nord du Queensland. Il habite les forêts ouvertes les terres boisées, les brousses arborées ainsi que les fourrés de Melaleuca quinquenervia dans les zones côtières.

## Mode de vie
Son mode de vie est peu connu. Il sort au crépuscule ou la nuit et passe la journée caché dans un nid peu profond ou dans la végétation luxuriante. Il vit la plupart du temps en solitaire, parfois en petits groupes jusqu'à quatre animaux pour se nourrir. Son régime alimentaire est composé de graminées et d'herbes.
Contrairement aux deux autres espèces d'Onychogales, sa population n'a pas significativement diminué depuis la colonisation de l'Australie par les Européens. Dans la partie sud de son aire de répartition, il a disparu en raison de la chasse faite par les renards mais, dans l'ensemble, l'espèce est répandue sur tout son territoire et n'est pas menacée, selon l'UICN.